# Morejska kronika
Morejska kronika (grško: Το χρονικόν του Μορέως) je dolg zgodovinski tekst iz 14. stoletja, napisan v štirih jezikovnih različicah: francoski, grški (v verzih), italijanski in aragonski.  Obsega več kot 9.000 vrstic (verzov) in opisuje dejanja frankovske fevdalne  gospode v celinski Grčiji. Zahodnoevropski križarji so se na Peloponezu (Moreji) naselili po četrti križarski vojni. Kronika zajema obdobje od leta 1204 do 1292 ali kasneje, odvisno od jezikovne različice, in opisuje pomembne podrobnosti o notranji organizaciji Ahajske kneževine.

## Ohranjeni rokopisiMorejske konike
Grška razičica kronike je napisana v verzih, francoska, italijanska in aragonska različica pa v prozi.

### Grški različica
Grška različica je napisana v petnajstzložnem političnem verzu z naglasi, vendar brez rime, v pogovorni grščini tistega časa in vključki francoskih besed. 
Obstojata dva izvirna grška teksta in trije prepisi:
- kopenhagenski rokopis Manuscriptus Havniensis iz 14.-15. stoletja, ki je shranjen v Kopenhagenu. Rokopis obsega 9219 verzov in zajema dogodke do leta 1292.
  - Torinski rokopis Manuscriptus Taurinensis B.II.I. je shranjen v torinski knjižnici in je zelo soroden kopenhagenskemu rokopisu.
  - Pariški rokopis  Manuscriptus Parisinus graecus 2898 iz 15.-16. stoletja je shranjen v Bibliothèque nationale de France v Parizu  in vsebuje 8191 verzov.
  - Pariški rokopis  Parisinus graecus 2753 in
  - bernski rokopis Bern 509 grec sta prepisa pariške različice.

Najstarejši je kopenhagenski rokopis, ki je napisan v bolj arhaičnem jeziku. Pariški rokopis je sodobnejši, besedilo je enostavnejše in vsebuje manj tujk.  Prepisovalec je izpustil več protigrških navedkov, tako da je tekst v celoti manj zaničevalen do Grkov.
Časovna razlika enega stoletja med kopenhagenski in pariškim rokopisom se kaže v številnih jezikovnih razlikah, ki so posledica hitrega razvoja grškega jezika. 

### Francoska različica
- Belgijska kraljeva knjžnica št. 15702

se začenja z besedami "C'est le livre de la conqueste de Constantinople et de l'empire de Romanie, et dou pays de la princée de la Morée", zato je poznana tudi kot "Knjiga osvojitve Konstantinopla in Rimskega cesarstva in Kneževine Moreje". Poleg izvirnika obstojata tudi dva prepisa:
- - prepis iz Francoske nacionalne knjižnice v Parizu  št. 2753 in
  - prepis iz bernske Univerzitetne knjižnice št. 509.

Francoska različica opisuje dogodke do leta 1304.

### Italijanska različica
- Cronaca di Morea

je povzetek, ki je nastal kasneje na osnovi grškega torinskega rokopisa in vsebuje več napak.

### Aragonska različica
- Libro de los fechos et conquistas del principado de la Morea

je bil sestavljen okrog leta 1395 iz grške različice in drugih kasnejših virov na zahtevo Jeana Fernandeza de Heredia, velikega mojstra vitezov sv. Janeza,  in zajema dogodke do leta 1393.  

## Kateri tekst je izvirnik
Izgleda, da se je izvirni tekst Morejske kronike izgubil. Italijanski in aragonski tekst sta vsekakor nastala kasneje, za grški in francoski tekst pa še vedno ni povsem jasno, kateri je starejši.

## Avtor
Avtor izvirnega teksta kronike je bij verjetno Frank ali gasmoule, rojen v mešanem frankovsko-grškem zakonu. Izgleda, da je občudoval Franke (križarje) in da ga je lokalno prebivalstvo preziralo. Opazno je, predvsem v verzih 1720-1738, da je on sam spoštoval državljanske pravice bizantinskih Grkov in jih imenoval Rimljani (Ρωμαῖοι).

## PomembnostKronike
Kronika je kljub nekaterim zgodovinskim netočnostim pomembno delo zaradi živahnih opisov življenja v peloponeški fevdalni skupnosti in značilnega jezika, ki kaže na hiter prehod iz srednjeveške v sodobno grščino. V Kroniki so omenjeni tudi številni upravni predpisi in običaji, ki so veljali v Ahajski kneževini, zato je pomemben vir podatkov o frankovskem obdobju grške zgodovine.
Jean-Claude Polet trdi, da zaradi avtorjevega občudovanja Frankov in zaničevanja bizantinske kulture Morejska kronika po odhodu Frankov s Peloponeza ni postala del ljudske kulture in zgodovine.

## Jezik
Glede na to, da pomeni osmanska osvojitev Konstantinopla leta 1453 simbolično mejo med srednjeveško in sodobno Grčijo, se Morejska kronika na splošno uvršča med srednjeveške grške tekste, pogosto pa se skupaj s ptohoprodromskimi pesnitvami in akritskimi pesmimi obravnava tudi kot začetek sodobne grške literature.

## Prve tiskane izdaje
Prvo tiskano izdajo Morejske kronike, ki vsebuje grški tekst iz pariškega rokopisa, je objavil J.A. Buchon leta 1840.
Buchon je knjigo naslovil Βιβλίον της κουγκέστας του Μωραίως (Knjiga o osvojitvi Moreje), kar se razlikuje od izvirnika. Drugo tiskano izdajo Kronike, ki vsebuje grški tekst iz kopenhagenskega rokopisa, je Buchon objavil leta 1845. Leta 1899 je John Schmitt objavil knjigo, v kateri sta vzporedno tiskana teksta iz kopenhagenskega in pariškega rokopisa.